# Craterosaurus
Craterosaurus ("pohárový ještěr", podle tvaru dochované části obratle) byl rod stegosaurního ptakopánvého dinosaura, který žil v období spodní křídy (geologické stupně berrias až valangin, asi před 145 - 136 miliony let) na území dnešní Velké Británie. Fosilie v podobě jediného částečně zachovaného obratle s neurálním obloukem byly formálně popsány britským paleontologem Harrym Govierem Seeleym roku 1874. Ten ale zkamenělinu (holotyp SMC B.28814) špatně identifikoval jako lebeční bázi dinosaura a se správným určením přišel až roku 1912 maďarský badatel Franz Nopcsa. V roce 1981 zařadil taxon mezi stegosaury Paul Galton. Není dosud jisté, zda jde o validní taxon, protože část vědců považuje druh C. pottonensis za nomen dubium (vědecky pochybné jméno). Druhé jméno dinosaura odkazuje k lokalitě Potton Sands, kde byla zkamenělina objevena.

## Rozměry
Tento dinosaurus mohl dosahovat délky přibližně 4 metry.